# Hibiscus acetosella
O Hibiscus acetosella é uma planta originária da África, tendo semelhanças com o H. sabdariffa. No Brasil é cultivado pela ornamentabilidade, podendo ser encontrado até em terrenos baldios. Nos trópicos costuma ser bianual.